# Árvore recursiva
Em teoria dos grafos, uma árvore recursiva (i.e., uma árvore não ordenada) é uma organização não-planar de uma árvore com uma raíz e rótulos. Uma árvore recurisva de tamanho n  é tem seus nodos rotulados por distintos números inteiros 1, 2, ..., n,  estritamente de forma crescente, começando por 1 na raiz. Árvores recursivas são não-planares, o que significa que os filhos de um nó específico não são ordenados. Por exemplo, as duas árvores recursivas seguintes, de tamanho três, são iguais:
```
       1          1
      / \   =    / \
     /   \      /   \
    2     3    3     2

```

Árvores recursivas também aparecem na literatura sob o nome Increasing Cayley trees.

## Propriedades
O número de árvores recursivas de tamanho n é dada por
{\displaystyle T_{n}=(n-1)!.\,}
Desta forma, a exponencial função de geração T(z) da sequência Tn é dada por
{\displaystyle T(z)=\sum _{n\geq 1}T_{n}{\frac {z^{n}}{n!}}=\log \left({\frac {1}{1-z}}\right).}
Combinatoriamente, uma árvore recursiva pode ser interpretada como uma raiz, seguido por uma sequência não ordenada árvores recursivas. Deixe que F denote a família das árvores recursivas.
{\displaystyle F=\circ +{\frac {1}{1!}}\cdot \circ \times F+{\frac {1}{2!}}\cdot \circ \times F*F+{\frac {1}{3!}}\cdot \circ \times F*F*F*\cdots =\circ \times \exp(F),}
onde {\displaystyle \circ } indica o nó rotulado por 1,× indica o produto cartesiano e {\displaystyle *} representa a partição do produto para os objetos rotulados.
Pela tradução da descrição formal, obtém-se a equação diferencial para T(z)
{\displaystyle T'(z)=\exp(T(z)),}
com T(0) = 0.

## Bijeções
Existe correspondências bijectivas entre árvores recursivas de tamanho n e permutações de tamanho n − 1.

## Aplicações
Árvores recursivas podem ser gerados utilizando um simples processo estocástico. Tais árvores recursivas aleatórias são usadas como modelos simples para epidemias.